# Marcel Uderzo

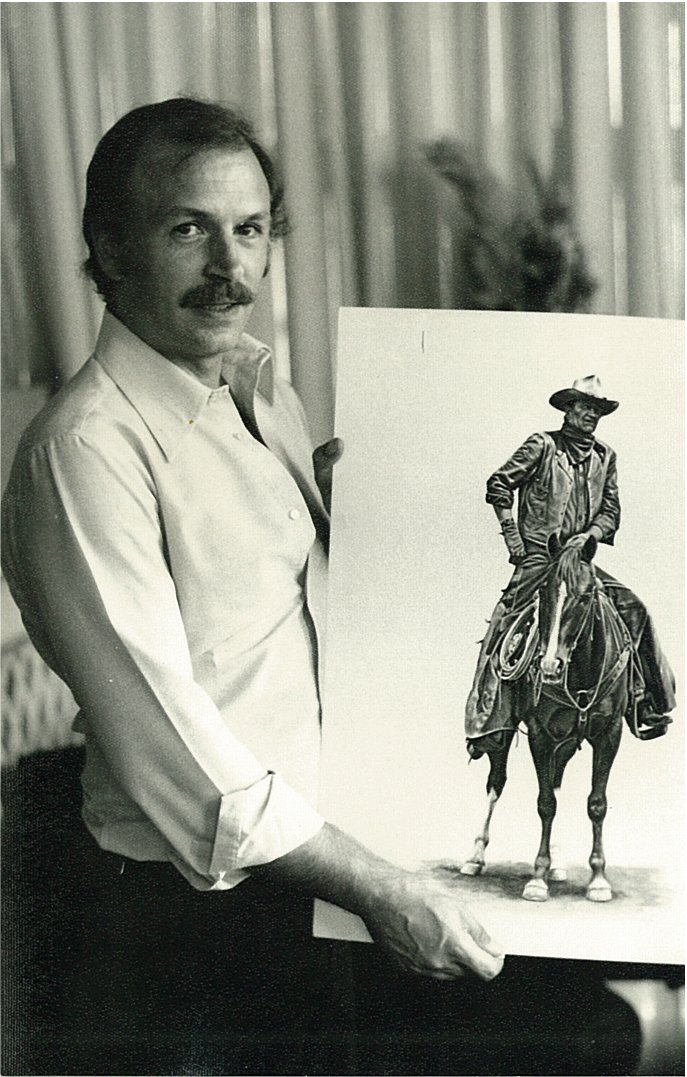
Marcel Uderzo, 1976

Marcel Uderzo (ur. 20 grudnia 1933, zm. 24 stycznia 2021 w Évreux) – francuski autor komiksów pochodzenia włoskiego. Brat Alberta Uderzo, współtwórcy Asteriksa.

## Twórczość
- 1976 : À l'est du yangzi, chez Dargaud
- 1981–1985 : Les aventures de Mathias, 3 albums
- 1982 : L'ABC de l'épargne, aux éditions de l'Épargne
- 1982–1983 : Les Brigades mondaines, 2 adaptations
- 1984 : Les grandes batailles de l’histoire. Missiles et sous-marins, le conflit des Malouines, chez Larousse
- 1985 : La grande guerre, la Marne et Verdun
- 1987 : L'affut, aux éditions Fleurus
- 1987 : La Mort rouge, chez Dargaud
- 1988 : Opération Esculape, aux éditions Fleurus
- 1988 : Le stratagème, pour les laboratoires Wellcome
- 1993 : Roland Garros, aux éditions Mémoires d’Europe
- 1993 : La robe sans couture, un collectif: La cour des grands tome 1, album collectif
- 1994 : Charenton, aux éditions Jabès
- 1994 : Ascq 39-40, aux éditions du Téméraire
- 1994 : Saga des terres du Nord, ouvrage collectif aux éditions du téméraire
- 1995 : Vingt mille lieues sous les mers, aux éditions Archives-Connivence
- 1995: L'Île mystérieuse
- 1995 : De la terre à la lune
- 1996 : Passion Pétanque, aux éditions Archives
- 1996 : Premiers galops, aux éditions Connivence
- 1996 : Le PSG, aux éditions Connivence
- 1998 : Les excès du sénateur Angorus, aux éditions Novartis
- 1999 : Éducation civique et morale, aux éditions CG
- 1999 : Les secrets de Youri Djorkaeff, pour Nutella, avec Pecqueur comme scénariste.
- 1999 : Le père de Lucky Luke, ouvrage collectif aux éditions Gem's
- 2000 : Les Tops guns du ski français, aux éditions J2B
- 2000 : La cour des grands tome 2, ouvrage collectif aux éditions Petit à Petit
- 2000 : Champions! Judo, aux éditions J2B
- 2004 : La cour des grands tome 3, ouvrage collectif aux éditions Petit à Petit
- 2005 : La tour raconte, aux éditions Kerguelen
- 2005 : Biggles raconte... Les frères Wright, aux éditions du Lombard
- 2006 : Charles 1er, aux éditions du Lombard
- 2007: Le dernier des Mohicans, Romans de toujours, aux éditions Adonis
- 2008 : L’histoire de l’aéronautique Tome 1, Collection Plein Vol aux éditions Idées +, * * Franck Coste, Éric Stoffel, Didier Ray & Marcel Uderzo
- 2009: Naufrage, aux éditions Filaplomb, adaptation Didier Ray
- 2009: Les Légendes Normandes, collectif, aux éditions L'Eure du Terroir
- 2009: Roman jeunesse: „Les Will-Tordines”, aux éditions Édilivre. Textes Monique-Hélène Ott, illustrations Marcel Uderzo, couleurs Didier Ray.
- 2010 : L’histoire de l’aéronautique Tome 2, Collection Plein Vol aux éditions Idées +, Éric Stoffel, Marcel Uderzo, Frederic Allali, Franck Coste.